# Лепеллетье, Эдмон Адольф
Эдмон Адольф Лепеллетье (фр. Edmond Lepelletier; 26 июня 1846, Париж — 23 июля 1913, Виттель департамента Вогезы, Гранд-Эст) — французский политик, прозаик, поэт, журналист, публицист, адвокат.

## Биография
Учился в Лицее Кондорсе; затем продолжил обучение на Факультете права в Париже. Адвокатской практикой заниматься не стал, предпочтя журналистику.

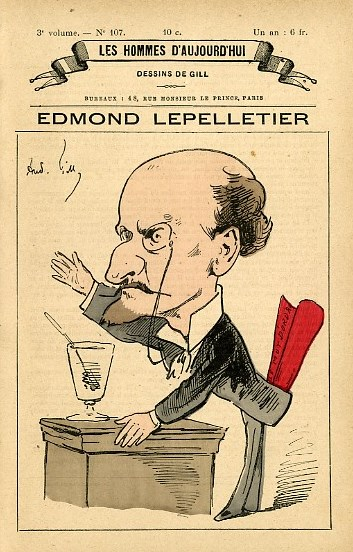
Карикатура Андре Жилля (1881)

В конце 1860-х гг. выступил с рядом статей против режима Наполеона III, за которые был приговорён к тюремному заключению. Освобождён после сентябрьской революции 4 сентября 1870. Участвовал во Франко-прусской войне 1870—1871 годов. Приветствовал Парижскую Коммуну 1871 года, хотя активного участия в ней не принимал.
С 1870-х гг. сотрудничал в радикальной прессе, выступал против сторонников буланжизма и противников Дрейфуса. После 1898 года, впрочем, оставил своих былых товарищей-республиканцев, и его настроения становились всё более националистическими и антисемитскими.
Писал романы, не имевшие большого успеха («Мадам Сан-Жен», т. 1—3, 1894 95; «Фанфан-Тюльпан», 1896—1898). Автор оставшегося незавершённым труда по истории Парижской Коммуны 1871 г., в котором с позиций мелкобуржуазной историографии пытался доказать, будто существование Парижской Коммуны способствовало утверждению Третьей республики во Франции.